# Failing in Love Again
Failing in Love Again is een nummer van de Britse band Londonbeat uit 1988. Het is de vierde en laatste single van hun debuutalbum Speak.
Met een 60e positie was "Failing in Love Again" in het Verenigd Koninkrijk niet heel succesvol. In de Nederlandse Top 40 had het nummer daarentegen wel succes; daar haalde het de 11e positie. Hiermee werd het de grootste hit die Londonbeat tot dan toe in Nederland had gescoord. In de Vlaamse Radio 2 Top 30 deed het nummer het ook goed; daar haalde het de 16e positie. Het zou nog twee jaar duren voordat Londonbeat wereldwijd door zou breken met de hit I've Been Thinking About You.